# Église Saint-Pierre de Lansac
Pour les articles homonymes, voir Église Saint-Pierre.
L'église Saint-Pierre est une église catholique située à Lansac, en France.

## Localisation
L'église est située dans le département français de la Gironde, sur la commune de Lansac.

## Historique
L'abside et le mur Nord ont été classés au titre des monuments historiques en 1921.
L'église en totalité, à l'exception des parties classées a été inscrite au titre des monuments historique en  2007.